# Österreichische Rallye-Staatsmeisterschaft 2010
Die Österreichische Rallye-Staatsmeisterschaft 2010 wurde in der Zeit vom 9. April bis zum 30. Oktober 2010 im Rahmen von sieben Wertungsläufen ausgetragen. Raimund Baumschlager sicherte sich mit sieben Siegen bei sieben Rallyes zum achten Mal in Folge seinen neunten Meistertitel.

## Saisonverlauf
Der Saisonstart der Österreichischen Rallye-Staatsmeisterschaft 2010 war ursprünglich mit der 28. Auflage der Jänner Rallye geplant. Wegen nicht umsetzbarer behördlicher Auflagen wurde sie jedoch am 5. November 2009 abgesagt.

### BP Ultimate Rallye im Lavanttal
Nach der Absage der Jänner-Rallye begann die Österreichische Rallye-Staatsmeisterschaft 2010 am 9. April mit der 34. BP Ultimate Rallye im Lavanttal um Wolfsberg. Auf dem Programm standen zwölf Sonderprüfungen über knapp 177 Kilometer. Die Rallye lief auf ein Duell zwischen dem amtierenden Meister Raimund Baumschlager im Škoda Fabia S2000 und Herausforderer Andreas Aigner im neuen Mitsubishi Lancer Evo X heraus. Aigner verlor nach einem Fahrfehler auf der sechsten Sonderprüfung und nach einem Bremssatteldefekt auf der zehnten Prüfung Zeit auf Baumschlager. Mit einem Vorsprung von 6,6 Sekunden auf Aigner entschied Baumschlager das Duell für sich. Auf den weiteren Plätzen folgten Patrick Winter, Beppo Harrach und Andreas Waldherr. Auf sieben Sonderprüfungen war Aigner Schnellster, auf fünf Baumschlager. Die Rallye wurde von 55.000 Zuschauern besucht.

### Bosch Super plus Rallye
Die zweite Rallyestation der Saison war die Bosch Super plus Rallye um Pinggau, die am 30. April gestartet wurde. Erneut lieferten sich Raimund Baumschlager und Andreas Aigner ein enges Duell um den Gesamtsieg. Nach einem Unfall auf der zwölften von 14 Sonderprüfungen war die Rallye für Aigner jedoch beendet. Baumschlager erzielte mit deutlichem Vorsprung von 1:21,8 Minuten seinen zweiten Sieg. Platz zwei belegte Patrick Winter vor Beppo Harrach und Andreas Waldherr. Fünfter wurde Lokalmatador Willi Stengg jun., der auf den letzten Prüfungen noch Mario Saibel verdrängte. Baumschlager gewann neun Sonderprüfungen, Aigner drei und Winter eine. In der Meisterschaft war nach dieser Rallye mit Aigners Ausfall bereits eine leichte Vorentscheidung gefallen.

### Castrol Judenburg-Pölstal Rallye
Am 4. Juni begann mit der Castrol Judenburg-Pölstal Rallye um Judenburg die dritte Rallye der Saison 2010. Sie führte über 142 Kilometer auf 13 Sonderprüfungen. Bei sonnigem Wetter konnten Andreas Aigner und Patrick Winter den führenden Raimund Baumschlager am ersten Rallyetag zunächst noch unter Druck setzen. Aigner wurde am zweiten Tag jedoch wegen eines Reifenschadens zurückgeworfen und Winter fiel wegen des beschädigten Ladeluftkühlers zurück, ehe er auf der vorletzten Prüfung mit Getriebeschaden aufgeben musste. Für Beppo Harrach endete die Rallye bereits auf der dritten Prüfung nach einem Unfall an einem Brückengeländer. Baumschlager erzielte somit souverän seinen dritten Rallyesieg. Mit 47,5 Sekunden Rückstand wurde Mario Saibel Zweiter. Aigner konnte nach seinem Reifenschaden auf den letzten beiden Prüfungen noch Andreas Waldherr von Platz drei verdrängen. Jeweils fünf Sonderprüfungen gingen an Baumschlager und Aigner und jeweils eine Winter, Saibel und Hermann Gassner sen. 45.000 Zuschauer besuchten die Rallye.

### Škoda Rallye Maribor
Die Österreichische Rallye-Staatsmeisterschaft gastierte auch wieder im slowenischen Maribor, wo am 2. Juli die Škoda Rallye Maribor als vierte Saisonstation eröffnet wurde. Es wurden neun Sonderprüfungen auf knapp 109 Kilometern absolviert. Allerdings konnten Patrick Winter wegen mangelnder Sponsorengelder und Andreas Aigner wegen Unstimmigkeiten mit dem Teammanagement nicht zur Rallye antreten. Am ersten Tag, an dem ein Super Special ausgetragen wurde, ging Reinhard Pasteiner in Führung. Am folgenden Tag standen acht Sonderprüfungen auf asphaltierter Straße auf dem Programm. Zunächst übernahm Raimund Baumschlager die Führung. Als auf der vierten Sonderprüfung der vor Baumschlager gestartete Lokalmatador Darko Peljhan ihm mit Motorschaden die Sicht vernebelte, verlor er etwa 10 Sekunden und musste die Führung zwischenzeitlich an Andreas Waldherr abgeben. Nachdem Baumschlager auf der fünften Sonderprüfung wieder die Führung übernommen hatte, wurde er auf der folgenden Prüfung mit einem Reifenschaden vier Kilometer vor dem Ziel erneut zurückgeworfen und lag nun hinter Waldherr und Mario Saibel auf Platz drei. Auf den letzten Prüfungen konnte Baumschlager wieder einen Vorsprung herausfahren und erzielte seinen vierten Saisonsieg. Waldherr wurde mit 14,9 Sekunden Rückstand Zweiter. Auf den weiteren Plätzen folgten Beppo Harrach und Mario Saibel, der noch Platz drei verlor, da an seinem Fahrzeug fünf Kilometer vor dem Ziel das Differential brach. Aleks Humar wurde Fünfter und war damit bester Slowene. Baumschlager entschied vier Sonderprüfungen für sich, Waldherr zwei und Saibel und Pasteiner jeweils eine.

### Schneebergland Rallye
Am 23. Juli hatte die Schneebergland Rallye um Rohr im Gebirge ihre Premiere in der Österreichischen Rallye-Staatsmeisterschaft. Innerhalb von 15 Sonderprüfungen wurden 125 Kilometer zurückgelegt, davon 62 Prozent auf Schotterstraßen. Beppo Harrach erzielte zu Beginn der Rallye mehrere Bestzeiten. Ein Fehler im Roadbook führte jedoch zu einem Radwechsel in einer nicht erlaubten Zone, wofür Harrach eine Strafminute erhielt und den möglichen Gesamtsieg verpasste. Von Pech betroffen war auch Manfred Stohl im erdgasbetriebenen Mitsubishi Lancer Evo IX. Er war Schnellster auf den Schotterprüfungen am zweiten Tag, fiel jedoch mit Motoraussetzern auf der zehnten Prüfung hinter Baumschlager zurück. Auf der letzten Prüfung erzielte Stohl eine um 15 Sekunden schnellere Zeit als Baumschlager, Baumschlager konnte aber noch 0,2 Sekunden Vorsprung ins Ziel retten und gewann die Rallye trotz defensiver Fahrweise. Für Harrach sprang wegen der Strafzeit nur noch der dritte Platz mit 49,4 Sekunden Rückstand heraus. Vierter wurde bei seiner Heimrallye Gerwald Grössing, der für eine Sonderprüfung seine Privatgrundstücke zur Verfügung stellte. Harrach erzielte sieben Bestzeiten, Stohl sechs und Baumschlager zwei. Baumschlager wurde nach seinem Sieg bei der Schneebergland Rallye vorzeitig zum neunten Mal Österreichischer Rallye-Staatsmeister.

### ARBÖ Rallye Steiermark
Der sechste Lauf der Österreichischen Rallye-Staatsmeisterschaft 2010 war die 37. ARBÖ Rallye Steiermark, die am 24. September gestartet und um Admont ausgetragen wurde. Auf dem Programm standen 13 Sonderprüfungen über knapp 136 Kilometer. Es entwickelte sich ein Duell zwischen Raimund Baumschlager und Beppo Harrach um den Gesamtsieg, wobei beide Piloten sich mit Bestzeiten auf den einzelnen Prüfungen abwechselten. Manfred Stohl schied auf der achten Sonderprüfung nach einem Unfall aus, als sein Fahrzeug in einer schnellen Rechtskurve die Bodenhaftung verlor und in einen Erdwall einschlug. Im Kampf um den Gesamtsieg konnte Baumschlager Harrach letztendlich um 1,8 Sekunden hinter sich halten und er erzielte seinen sechsten Rallyesieg der Saison 2010. Mit bereits über einer Minute Rückstand wurde Andreas Waldherr Dritter vor Mario Saibel. Harrach entschied sieben Sonderprüfungen für sich und Baumschlager sechs.

### Rallye Waldviertel
Die siebte und letzte Station der Österreichischen Rallye-Staatsmeisterschaft 2010 stand mit der Rallye Waldviertel an, die am 29. Oktober gestartet wurde. Dort entschied sich die Vizemeisterschaft zwischen Andreas Waldherr, Mario Saibel und Beppo Harrach. Raimund Baumschlager siegte auch bei dieser Veranstaltung und gewann somit alle Durchgänge der österreichischen Rallyemeisterschaft 2010. An zweiter Stelle kam Beppo Harrach in Horn (Niederösterreich) durch das Ziel, der zweite Platz hätte für den Vizemeistertitel gereicht. Allerdings wurde vom VW-Motorsport-Team des sechst platzierten Andreas Waldherr ein Protest gegen das Fahrzeug von Beppo Harrach gestellt. Aufgrund einer nicht homologierten Benzinpumpe, welche laut OSK keinen Wettbewerbsvorteil brachte, wurde Harrach am 9. Dezember dennoch disqualifiziert. Der zweite Platz der Meisterschaft ging somit an Waldherr. Der zweite Platz der Waldviertel Rallye ging an Andreas Aigner und der ungarische Rallyefahrer Dávid Botka belegte den dritten Platz.

## Ergebnisse
| Rallye                                            | Platz | Fahrer               | Fahrzeug                 | Gesamtzeit   |  |
| ------------------------------------------------- | ----- | -------------------- | ------------------------ | ------------ |  |
| BP Ultimate Rallye im Lavanttal 9.–10. April 2010 | 1.    | Raimund Baumschlager | Škoda Fabia S2000        | 1:50:25,3 h  |  |
| BP Ultimate Rallye im Lavanttal 9.–10. April 2010 | 2.    | Andreas Aigner       | Mitsubishi Lancer Evo X  | + 6,6 s      |  |
| BP Ultimate Rallye im Lavanttal 9.–10. April 2010 | 3.    | Patrick Winter       | Mitsubishi Lancer Evo IX | + 1:23,6 min |  |
|                                                   |       |                      |                          |              |  |
| Bosch Super plus Rallye 30. April–1. Mai 2010     | 1.    | Raimund Baumschlager | Škoda Fabia S2000        | 1:23:54,5 h  |  |
| Bosch Super plus Rallye 30. April–1. Mai 2010     | 2.    | Patrick Winter       | Mitsubishi Lancer Evo IX | + 1:21,8 min |  |
| Bosch Super plus Rallye 30. April–1. Mai 2010     | 3.    | Beppo Harrach        | Mitsubishi Lancer Evo IX | + 1:40,1 min |  |
|                                                   |       |                      |                          |              |  |
| Castrol Judenburg-Pölstal Rallye 4.–5. Juni 2010  | 1.    | Raimund Baumschlager | Škoda Fabia S2000        | 1:17:02,7 h  |  |
| Castrol Judenburg-Pölstal Rallye 4.–5. Juni 2010  | 2.    | Mario Saibel         | Mitsubishi Lancer Evo X  | + 47,5 s     |  |
| Castrol Judenburg-Pölstal Rallye 4.–5. Juni 2010  | 3.    | Andreas Aigner       | Mitsubishi Lancer Evo X  | + 1:14,8 min |  |
|                                                   |       |                      |                          |              |  |
| Škoda Rallye Maribor 2.–3. Juli 2010              | 1.    | Raimund Baumschlager | Škoda Fabia S2000        | 1:07:00,7 h  |  |
| Škoda Rallye Maribor 2.–3. Juli 2010              | 2.    | Andreas Waldherr     | VW Polo S2000            | + 14,9 s     |  |
| Škoda Rallye Maribor 2.–3. Juli 2010              | 3.    | Beppo Harrach        | Mitsubishi Lancer Evo IX | + 1:05,6 min |  |
|                                                   |       |                      |                          |              |  |
| Schneebergland Rallye 23.–24. Juli 2010           | 1.    | Raimund Baumschlager | Škoda Fabia S2000        | 1:25:23,4 h  |  |
| Schneebergland Rallye 23.–24. Juli 2010           | 2.    | Manfred Stohl        | Mitsubishi Lancer Evo IX | + 0,2 s      |  |
| Schneebergland Rallye 23.–24. Juli 2010           | 3.    | Beppo Harrach        | Mitsubishi Lancer Evo IX | + 49,4 s     |  |
|                                                   |       |                      |                          |              |  |
| ARBÖ Rallye Steiermark 24.–25. September 2010     | 1.    | Raimund Baumschlager | Škoda Fabia S2000        | 1:23:12 h    |  |
| ARBÖ Rallye Steiermark 24.–25. September 2010     | 2.    | Beppo Harrach        | Mitsubishi Lancer Evo IX | + 1,8 s      |  |
| ARBÖ Rallye Steiermark 24.–25. September 2010     | 3.    | Andreas Waldherr     | VW Polo S2000            | + 1:03,8 min |  |
|                                                   |       |                      |                          |              |  |
| Rallye Waldviertel 29.–30. Oktober 2010           | 1.    | Raimund Baumschlager | Škoda Fabia S2000        | 1:45:30.7 h  |  |
| Rallye Waldviertel 29.–30. Oktober 2010           | 2.    | Andreas Aigner       | Mitsubishi Lancer Evo X  | + 0:42,5 min |  |
| Rallye Waldviertel 29.–30. Oktober 2010           | 3.    | Dávid Botka          | Mitsubishi Lancer Evo IX | + 2:03,3 min |  |

## Wertungen
Die Punktevergabe erfolgte nach jeder Rallye für die 15 erstplatzierten Fahrer mit Fahrzeugen der jeweiligen Division nach folgendem Schema:
| Platz  | 1  | 2  | 3  | 4  | 5  | 6  | 7 | 8 | 9 | 10 | 11 | 12 | 13 | 14 | 15 |
| Punkte | 20 | 17 | 14 | 12 | 11 | 10 | 9 | 8 | 7 | 6  | 5  | 4  | 3  | 2  | 1  |

### Fahrerwertung Division I
In der Division I wurden Fahrer mit Fahrzeugen der Gruppe N über 2000 cm³ Hubraum und Super 2000 gewertet.
| Platz | Fahrer               | Lav. | Bos. | Jud. | Mar. | Sch. | Ste. | Wal. | Gesamtpunktzahl |
| ----- | -------------------- | ---- | ---- | ---- | ---- | ---- | ---- | ---- | --------------- |
| 1.    | Raimund Baumschlager | 20   | 20   | 20   | 20   | 20   | 20   | (20) | 120             |
| 2.    | Andreas Waldherr     | 11   | 12   | 12   | 17   | 11   | 14   | (10) | 77              |
| 3.    | Mario Saibel         | 10   | 11   | 17   | 12   | 10   | 12   | (9)  | 72              |
| 4.    | Beppo Harrach        | 12   | 14   |      | 14   | 14   | 17   | DSQ  | 71              |
| 5.    | Gerwald Grössing     | 9    | 9    | 11   |      | 12   | 9    |      | 50              |
| 6.    | Andreas Aigner       | 17   |      | 14   |      |      |      | 14   | 45              |
| 6.    | Manfred Stohl        |      | 5    | 8    | 4    | 17   |      | 11   | 45              |
| 8.    | Alexander Tazreiter  | 5    | 7    |      | 7    | 8    | 7    | 4    | 38              |
| 9.    | Walter Kovar         | 7    |      | 6    |      | 9    | 10   |      | 32              |
| 10.   | Patrick Winter       | 14   | 17   |      |      |      |      |      | 31              |
| 11.   | Willi Stengg jun.    | 6    | 10   |      | 9    |      |      | 5    | 30              |
| 12.   | Franz Sonnleitner    |      | 4    | 10   |      |      | 11   |      | 25              |
| 13.   | Reinhard Pasteiner   |      | 8    | 9    |      |      | 6    |      | 23              |
| 14.   | Aleks Humar          | 8    |      |      | 11   |      |      |      | 19              |
| 15.   | Jörg Rigger          |      | 3    |      |      | 6    | 5    | 3    | 17              |
| 16.   | Attila Rongits       |      |      |      |      |      | 8    | 7    | 15              |
| 17.   | Jani Trček           | 3    |      |      | 10   |      |      |      | 13              |
| 17.   | Asja Zupanc          |      |      | 7    | 6    |      |      |      | 13              |
| 19.   | Dávid Botka          |      |      |      |      |      |      | 12   | 12              |
| 20.   | Balasz Öcsi          |      |      |      |      |      |      | 8    | 8               |
| 20.   | Mitja Klemenčič      |      |      |      | 8    |      |      |      | 8               |
| 20.   | Robert Zitta         |      | 2    | 4    | 1    |      |      | 1    | 8               |
| 23.   | Markus Benes         |      |      |      |      | 7    |      |      | 7               |
| 24.   | Joszef Trencsenyi    |      |      |      |      |      |      | 6    | 6               |
| 24.   | Waldemar Benedict    |      | 6    |      |      |      |      |      | 6               |
| 26.   | Rajko Žakelj         |      |      |      | 5    |      |      |      | 5               |
| 26.   | Zoltán Szabó         |      |      | 5    |      |      |      |      | 5               |
| 28.   | Max Seybold          |      |      |      |      |      | 4    |      | 4               |
| 28.   | Ernst Haneder        | 4    |      |      |      |      |      |      | 4               |
| 30.   | Rado Raspet          |      | 3    |      |      |      |      |      | 3               |
| 30.   | Peter Schuhmacher    |      |      | 3    |      |      |      |      | 3               |
| 32.   | Jiří Pertliček       |      |      |      |      |      |      | 2    | 2               |
| 32.   | Jiří Tošovský        | 2    |      |      |      |      |      |      | 2               |
| 32.   | Walter Mayer         |      |      | 2    |      |      |      |      | 2               |
| 32.   | Tomislav Cilenšek    |      |      |      | 2    |      |      |      | 2               |
| 36.   | Peter Ebner          | 1    |      |      |      |      |      |      | 1               |